# علی بن حمود
الناصر علی بن حمود (مرگ: ۲۲ مارس ۱۰۱۸)، ششمین خلیفه قرطبه از سال ۱۰۱۶ تا زمان مرگش بود. او یکی از اعضای حمودیان در اندلس بود.
پس از سال ۱۰۱۳، او توسط سلیمان بن حکم، حکمران سئوتا شد. با استفاده از هرج و مرجی که بر سر تاج و تخت رخ داده بود، وی طنجه را تصرف کرد و پس از گرفتن بندر آلخسیراس، به مالاگا واقع در آفریقا نقل مکان کرد. پس از آن، او همراه با ارتشی از افراد متعلق به آفریقای شمالی به سمت کوردوبا به راه افتاد و این پایتخت را در ۱ ژوئیه ۱۰۱۶ تصرف کرد. خلیفه سلیمان پس از رسیدن خبر مرگ خلیفه پیشین، هشام دوم، نخست زندانی و سپس سر بریده شد.